# Roberto Costa (político)
José Roberto Costa Santos, mais conhecido como Roberto Costa (Recife, 18 de março de 1974) é um político brasileiro. Ele é o atual prefeito de Bacabal desde 2025.

## Biografia
Roberto Costa é filho de Roberto Oliveira, ex-jogador de futebol do Sampaio Corrêa, Moto Club e Maranhão Atlético Clube, e de Elza Maria, procuradora federal, formada em direito e filosofia, militante de movimentos sociais e políticos.
Atuou no movimento estudantil e foi eleito Diretor de Imprensa da UMES. Formou-se em Administração e Gestão de Recursos Humanos.
Trabalhou como assessor parlamentar na Assembleia Legislativa do Maranhão e no Senado Federal, bem como nos diretórios estadual e municipal do PMDB.
Em 2006, não conseguiu ser eleito deputado estadual, ficando como suplente, tendo assumido o mandato em 2009.
No mesmo ano, foi convidado pela governadora Roseana Sarney para assumir a Secretaria de Esporte e Juventude (SEJUV).
Foi eleito deputado estadual em 2010, 2014, 2018 e 2022.
Em 2016 foi candidato a prefeito de Bacabal, no entanto foi derrotado pelo prefeito eleito José Vieira Lins.
Em 2024, foi eleito prefeito de Bacabal, com  30.790 (55,07%) dos votos contra o ex-prefeito de Bom Lugar-Ma.https://www.cnnbrasil.com.br/eleicoes/2024/apuracao/ma/bacabal/primeiro-turno/